# Куршумлі-хан
Куршумлі-хан (мак. Куршумли ан) або Куршунлу́-хан тур. Kurşunlu han) — османський караван-сарай, розташований у Старому місті Скоп'є, столиці Північної Македонії. Збудований у XVI столітті. Знаходиться на лівому березі річки Вардар на подвір'ї Музею Македонії. Приміщення правило за заїжджий двір і в'язницю. Куршумлі-хан — одна з небагатьох середньовічних споруд, що збереглися в Скоп'є.

## Опис
За своєю архітектурою Куршумлі-хан схожий на решту тогочасних міських османських караван-сараїв. 

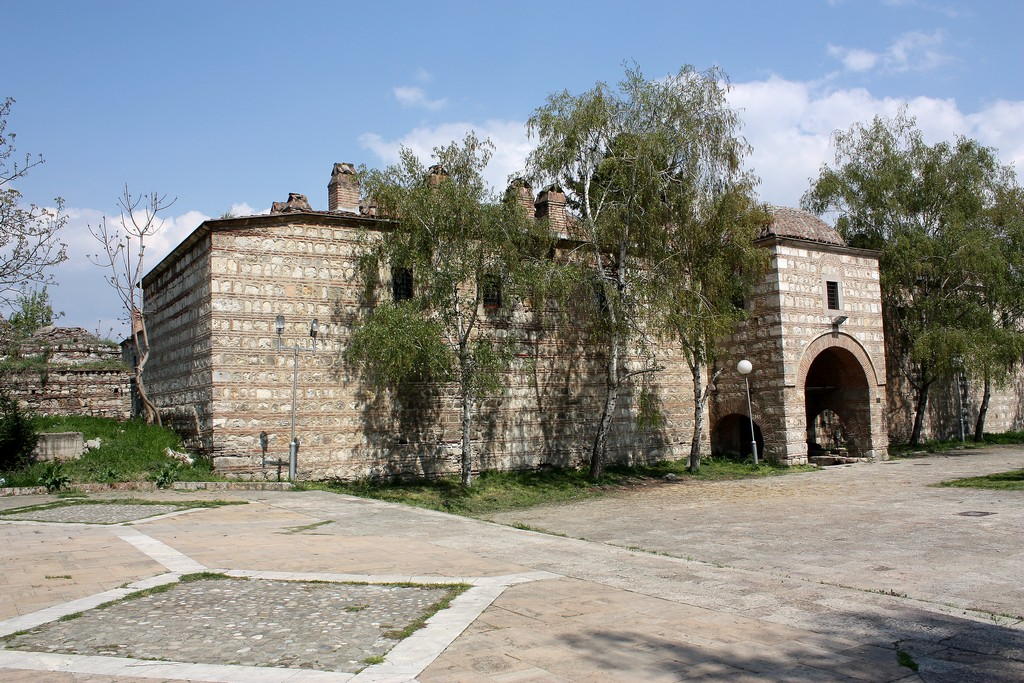
Зовнішній вигляд двору

Стіни споруди утворюють квадрат, а дах складається з пірамідальних куполів. «Куршумлі» означає олово, що свідчить про те, що саме цей метал первинно булр використано для покриття покрівлі (за іншою версією дах був покритий свинцем ). 
У центральній частині Куршумлі-хана знаходиться внутрішній двір з фонтаном, оточений двоповерховою критою галереєю. У цю галерею виходять двері номерів, кожен з яких був обладнаний каміном . Приміщення на першому поверсі будівлі використовувалися як склад, верхній поверх — для спальних приміщень. Головний двір поєднувався через арку з іншим двором, навколо якого розміщувалися стійла .

## З історії

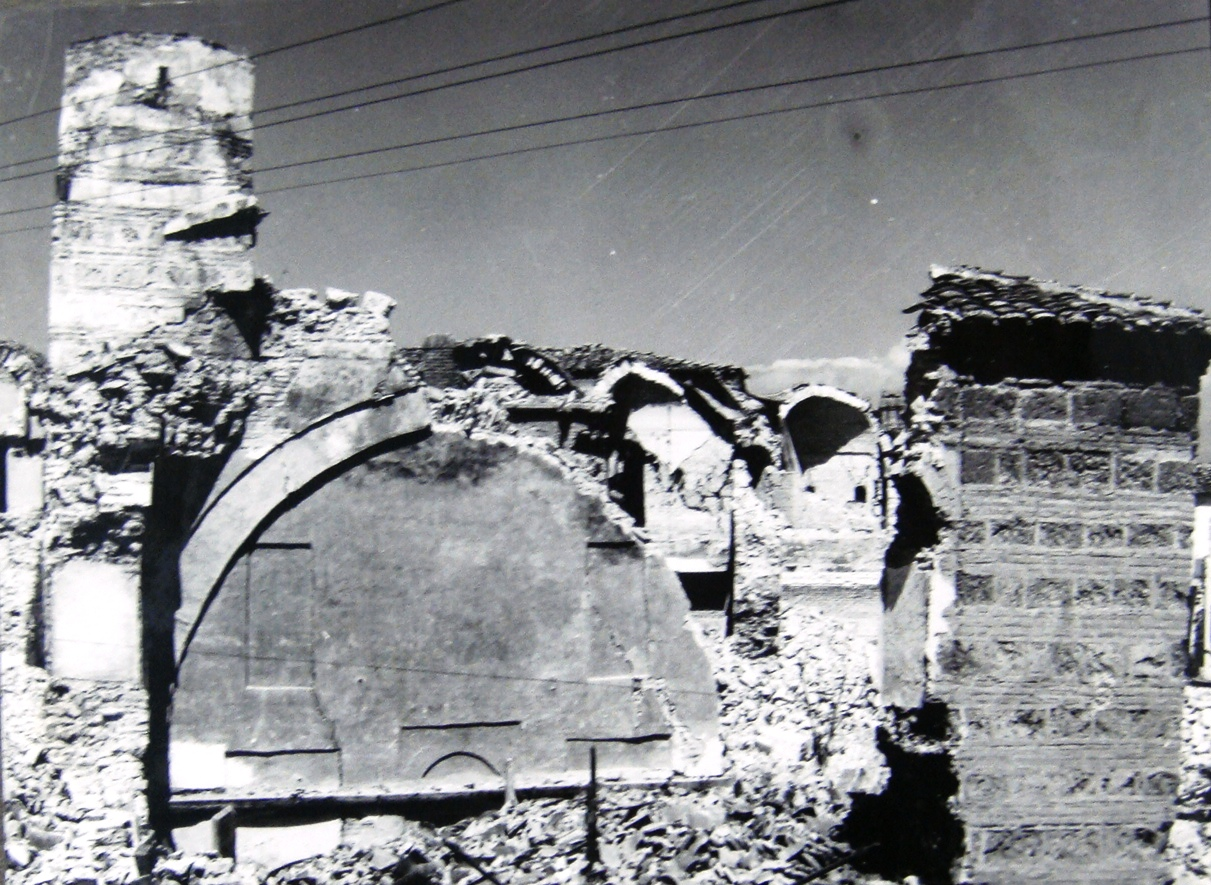
Куршумлі-хан після землетрусу 1963 року

Куршумлі-хан було зведено в XVI столітті, але більш точна дата невідома. За деякими свідоцтвами, будівлю звів близько 1550 року Мусліхудін Абдул Гані, також відомий як Муедзін Ходзал-мадіні. Вважається, що будівництво здійснювалось на фундаменті давнішої споруди. 
Куршумлі-хан правив за заїжджий двір, там були стайні на 100 коней. 
У 1787 році будівлю почали використовувати як в'язницю. Тут, зокрема, утримували багатьох болгаро-македонських революціонерів. 
У період 1904—14 років будівля знову стала готелем. 
Куршумлі-хан серйозно постраждав під час землетрусу 1963 року, але згодом був відбудований.
У теперішній час пам'ятка є складовою музею й використовується як лапідарій.